# 塞西莉·比耶尔恩
塞西莉·比耶尔恩（丹麥語：Cecilie Bjergen，1995年7月13日—），丹麥女子羽毛球運動員。

## 簡歷
2015年1月，塞西莉·比耶尔恩與尼克拉斯·馬蒂亞森合作出戰冰島羽毛球國際賽混合雙打項目，在決賽中以2-0的成績（21-11、21-15）擊敗隊友拉塞·摩爾菲德/特里妮·维勒森組合，奪得個人生涯中首個國際賽冠軍。

## 主要比賽成績
只列出曾進入準決賽的國際賽事成績：
| 年份   | 賽事             | 公開賽級別 | 項目     | 拍檔              | 成績 |
| ------ | ---------------- | ---------- | -------- | ----------------- | ---- |
| 2014年 | 冰島羽毛球國際賽 | 國際系列賽 | 混合雙打 | 尼克拉斯·馬蒂亞森 | 亞軍 |
| 2015年 | 冰島羽毛球國際賽 | 國際系列賽 | 混合雙打 | 尼克拉斯·馬蒂亞森 | 冠軍 |

| 2007-2017年 | 首要超級賽 | 超級賽 | 黃金大獎賽 | 大獎賽 | 國際挑戰賽 | 國際系列賽 | 未來系列賽 | 其他 |

| 2018-2026年 | 總決賽 | 超級1000賽 | 超級750賽 | 超級500賽 | 超級300賽 | 超級100賽 | 國際挑戰賽 | 國際系列賽 | 未來系列賽 | 其他 |